# ダニー・ホワイト (歌手)
ダニー・ホワイト (Danny White、1931年7月6日 - 1996年1月5日)は、ニューオーリンズ地域を拠点に活動したR&B歌手、バンドリーダーである。

## 来歴

### 出生から青年期まで
本名ジョセフ・ダニエル・ホワイト。ニューオーリンズ市のチャリティー病院で7人兄弟の末っ子として生まれた。彼は市内のホリーグローヴ地区並びにセヴンス・ワードで育った「周辺にはいつも音楽が響いていました」と彼は語る。「私は教会や学校の演劇で歌っていました。私の歌手としての才能を感じ、勇気づけてくれたのは学校の先生たちでした」
ホワイトは、カリフォルニア州ペンドルトンの海兵隊航空団基地に駐在した20歳のとき、プロのミュージシャンとしてのデビューを果たしている。彼は後になり、バンドを率いた当時の思い出を語っている。「私たちは音楽を聴くためにオフショア・ラウンジという名前のクラブに出かけました。心地のよい場所で、そこでアル・ヒブラーなどの人たちを見ました。お店にはハウスバンドがいて、ある晩のことヴォーカリストが来なかったんです。お客さんはバンドに対して曲のリクエストをし始めましたが、シンガー抜きでそれに応えることはできませんでした。私は立ち上がってそのリクエストの曲をやると言ったんですよ。その結果、私はその晩ずっと歌うことになったんです」。ショーが終わってから、店主はホワイトに声をかけ、フルタイムの仕事を提示したのだった。「私は海兵隊に所属しているので受けられないと答えました」。しかし結果として、ホワイトは週末に一晩10ドルで歌うという契約を店主と締結することとなった。
ホワイトは除隊後、ニューオーリンズに戻った。「私はGI法の手当で学校に通うようになりました」と彼は語る。彼はまたヘイズ・チキンシャック、シャドーランド・クラブ、デュー・ドロップ・インといったクラブに出入りするようになった。「多くのミュージシャンと知り合うことができました。ジャックという名の男と、週末限定の小編成のバンドを結成することとしたのです。最初にプレイしたのはクレイボーン・アヴェニューとセントバーナード・アヴェニューの角にあったデュプリー・ラウンジでした」。ある賑やかな土曜の夜、キャデラックに乗った白人の男がデュプリーズを訪れ、ホワイトとジャックのバンドにポーランド・アヴェニューのゴールデン・キャデラック・クラブでの仕事をオファーした。そのクラブは以前はカントリー・アンド・ウェスタンのクラブだったが、オーナーはR&Bクラブとして再開したいと考えていたのだった。「彼は私たちがデュプリーズで得ていたものよりも遥かに多い金額を提示しました」とホワイトは言う。「私たちは彼の店でプレイすることに同意し、私たちが開店の際にプレイしたんです。1955年のことでした」。金曜と土曜の夜にバンドが出演すると、大勢の白人客が店を訪れた。その結果店側は収容人数700人の会場を1000人にまで拡張したのだった。しかしその数か月後、ジャックがまた黒人のクラブでプレイしたいと言い出したことでバンドは解散した。ホワイトは新たなミュージシャンを雇い入れ、6人編成の新たなバンドを結成した。バンド名はキャヴァリアーズ。彼の吸っていた煙草の名前から取った名前だった。

### キャリア
ダニー・ホワイト・アンド・ザ・キャヴァリアーズは、ゴールデン・キャデラックの売りのバンドとなった。1956年11月、ホワイトはヒューイ・"ピアノ"・スミスに連れられ、エイス・レコードのジョニー・ヴィンセントに会うために、ミシシッピ州ジャクソンへ赴いている。スミスはホワイトとはデュー・ドロップ・インで知り合っていた。ホワイトはエイスで「Let's Play」、「Educated Fool」、そして「Too Late」など数曲のアップテンポの曲のレコーディングした。スミスはこれらの曲をプロデュースし、ピアノも弾いている。しかしながら、どの曲も当時はリリースされなかった。ヒューイは言う。「彼はいいシンガーだと思ったのですが、ジョニーは特に反応を示してくれませんでした」。
1960年、ホワイトはナッシュビルのレコード・プロデューサー、シェルビー・シングルトンを迎え、ドット・レコードにシングル「Give And Take」b/w 「Somebody Please Help Me」のレコーディングを行った。このレコードがチャート入りすることはなかった。ホワイトとキャヴァリアーズはゴールデン・キャデラックを離れ、シェフ・モンター・ハイウェイ沿いのサファリ・クラブとキャナル・ストリートにあったドリーム・ルームへ定期的に出演するようになった。1963年、ピアニストのローレンス・コットンがダニー・ホワイトのキャヴァリアーズに加入した。「あれはまたひとつ、とても人気のあるバンドでした」。そうコットンは語る。「多くの場合、私たちは一晩に2つのギグをこなしていました。ドリーム・ルームには朝の4時に出演したものです。多くのフレンチ・クオーターのミュージシャンやストリッパーがクラブに立ち寄ってくれたんですダニーは大したエンターテイナーで、歌も抜群にうまかったんですよ。(バンドリーダーでベーシストの)カーティス・ミッチェルは発売されたレコードは全て聴き、採譜してバンドに渡していました。私たちが最新のサウンドに付いて行き、人気を保つことができたのはそのことが大きかったんです」。ホワイトのギタリストだったアーヴィン・バニスターは言う。「ダニーのレコードは仮に全国的なレーベルからリリースされていたなら、もっと大きな売り上げを得ることができ、ツアーもできたでしょう。
私たちはニューオーリンズ界隈でしか仕事をしていませんでした。そしてジェイムズ・"シュガー・ボーイ"・クロフォードと同様、私たちも白人のクラブでしかプレイしなかったんです。私たちはテュレーン大学の友愛会のギグは沢山こなしました。そしてサファリ、サンズ、ドリーム・ルームといったクラブへの出演もです」。バニスターは更に語り続ける。「毎晩、会場は満杯でした。ドリーム・ルームでプレイする前に通常は他の場所での仕事があり、多くの人たちはそこから私たちに付いてきたんですよ」
ホワイトのサクソフォン奏者だったジョン・ペインはバーボン・ストリートのショー・バーでセカンド・ギグをこなしていた。「ショー・バー の経営者のサム・アンセルモと話し、私の名刺を渡したんです」ホワイトはそう回想する。「彼は私を午前2時から6時までの朝のジャム・セッションのために私を雇いました。うまくいくかはわかりませんでしたが、夜のギグからお客さんがドリーム・ルームまで付いてきてくれて金曜と土曜の夜はお客さんは300人にもなったんですよ」。アンセルモの息子ジミーはホワイトの早朝のステージを鮮明に記憶している。「ダニー・ホワイト・アンド・ザ・キャヴァリアーズは、あの当時、街で一番熱いバンドでしたよ」と彼は言う。「そして彼らは本当に会場を沸かせていました」。
「ダニーは大物のレコーディング・アーティストではありませんでした」と語るのはアラン・トゥーサンだ。「しかし彼はバーボン・ストリートのショー・バーでプレイする素晴らしいバンドを持っていました。ダニーは私に「Mother-In-Law」や「Certain Girl」を書くインスピレーションを与えてくれたんです。残念ながら私はダニーをレコーディングする立場になかったので、これらの曲をアーニー・ケイドーに提供したのです」 。そのため、曲を書いているとき、ケイドーが歌うものであるにもかかわらず、ダニー・ホワイトの声が念頭にありました。「Mother-In-Law」はダニー・ホワイト流の楽曲の好例なのですよ」。。トゥーサンは更に言い添える。「ダニーには、多くの成功を収めたアーティストたちが参考するような、影響力の強さがありました」。ホワイトはバンドを上手に続けるための秘訣としてこう語る。「私たちはとてもプロフェッショナルでした。私たちは制服を着てきちんと仕事をこなしました。私たちは他の黒人バンドは雇うはずがないような会場でプレイすることができたんです」

### レコード
1961年、ダニー・ホワイト・アンド・ザ・キャヴァリアーズはニューオーリンズで一番稼ぎ、一番の人気を誇るバンドとなっていた。ホワイトは、フリスコ・レコードのコニー・ラロッカからアプローチを受け、同レーベルにレコーディングを行った。ラロッカは、彼女のパートナーでラジオ局WYLDのDJだったハル・アトキンズとともに同レーベルを立ち上げたばかりだった。
当時を思い起こし、ホワイトはこう語っている。「ラロッカさんはある晩サファリにやってきて、彼女の事務所に来てほしいといいました。私は、レコーディングにすることについてはあまり考えたこともなかったんです。時間もなかったですからね。私たちは週に一晩休みがあっただけでしたよ」。ホワイトがラロッカの事務所を訪ねると、彼女はソングライターで編曲家のアル・リードを彼に紹介した。リードは自作の「Kiss Tomorrow Goodbye」という曲を弾いて聴かせた。「しかし、聴かせてくれた曲はアップテンポだったので、私がもしやるのなら、ゆっくりなテンポにしたいと言ったんです」ホワイトはそう語る。ラロッカは、ホワイトにこの曲をレコーディングするよう勧めた。「翌週には私たちはコズィモ・マタッサのスタジオに行って録音しましたよ。あのセッションでは、アラン・トゥーサンがプレイしたのを覚えています」。コズィモはコニー・ラロッカに対して、「Kiss Tomorrow Goodbye」はヒットになると思うと伝えた。このセッションは、トゥーサンが「クレオール・ベートーヴェン」呼んでいたワーデル・カゼアがプロデュースしている。彼は華のあるギターをアーヴィン・バニスターに担当させた。ホワイトの感情のこもった歌はヒットとなることを予感させるものだったが、結果的に10万枚を売り上げ、ニューオーリンズでトップ・ヒットとなるに至った。フィラデルフィアのアーレン・レコードが配給をすることとなり、これも手伝い1962年11月にはビルボードのバブリング・アンダー・チャートの120位に食い込んだ。
これに続くフリスコでの2枚のシングルは、「Kiss Tomorrow Goodbye」に匹敵する成功を収めるには至らなかった 。続いてホワイトはアール・キング作の「Loan Me A Handkerchief」をレコーディングした。この曲をフリスコはABC-パラマウントにリースし、全米配給された。この曲はワーデル・カゼアがプロデュース、ギターにアーヴィン・バニスター、ピアノはマック・レベナックが担当。10万枚以上を売り上げ、ローカル・チャートのトップに躍り出た。ホワイトとキャヴァリアーズは、このヒットを受け、ジミー・リード、オーティス・レディング、マーヴィン・ゲイといった人たちツアーに出るようになった。ホワイトは語る。「ロックランド、アポロ・シアター、など大きい劇場ではだいたいプレイしましたね。ユニバーサル・アトラクション・エージェンシーがブッキングをしていました」。1964年には、フリスコ・レコードの共同経営者だったアトキンズがラジオ局WDIAの仕事でニューオーリンズを離れメンフィスに移住。ダニー・ホワイトのセッションもメンフィスでアイザック・ヘイズとデイヴィッド・ポーターのプロデュースで行われるようになった。ホワイトは回想する。「ハル・アトキンズはメンフィスのWDIAに異動となり、そこで彼はジム・スチュワート、ブッカー・Tなどスタックス周辺の連中と知り合うことになったんですよ。彼は私のメンフィス行きの飛行機を手配してくれました」。これらのセッションは結果的にフリスコでの最後のセッションとなった。ヘイズとポーターはまだスタックスのプロデューサーとして確固たる地位を固めていなかったため、ホワイトの最初のセッションはロイヤル・スタジオで行われ、参加したのは後にハイ・リズム・セクションとして知られることとなるティーニー・ホッジズ(ギター)、ハワード・グライムズ(ドラムス)、メンフィス・ホーンズといった面々だった。このレコードは大きな注目を得ることはできず、売上も芳しくなかった。
コニー・ラロッカは1966年にフリスコ・レコードを閉鎖した。ホワイトは言う。「スタックスも自らリリースを行うだけではく、他のレーベルに音源をリースしていましたよ。彼らはニューヨークのアトラス・レコードとの契約を取ってくれ、その結果1966年に「Keep My Woman Home」と「I'm Dedicating My Life」がリリースされたんです 」。DJはこれらの曲をラジオでかけなかったので、売上は伸びなかった。英国のディスコでは人気に火がついたことでスー・レコードが英国盤をリリースしたが、チャート入りすることはなかった。ハル・アトキンズはホワイトの才能を信じ、彼をサポートし続けた。彼はホワイトを再びロイヤル・スタジオ入りさせて、ウィリー・ミッチェルと組ませた。その結果、1966年と1967年にそれぞれ1枚ずつシングルがデッカ・レコードからリリースとなった。「Kiss Tomorrow Goodbye」のリメイクを含むこれらのレコードはニューオーリンズや一部の都市でのエア・プレイを得たものの、チャート入りはしなかった。

### 後年
人種隔離法の撤廃、レコードの売れ行き不振やブリティッシュ・インベージョンの影響などから1966年、ホワイトはキャヴァリアーズを解散する。白人のクラブ経営者たちは黒人の観客の来場が白人客を遠ざけることを恐れ、黒人のR&Bバンドをブッキングしなくなっていた 。イギリスのバンドの人気によりR&Bはラジオでかからなくなっていた。皮肉にもそれらのイギリスのバンドは、黒人のR&Bのアーティストをヒーローと崇め、彼らのコピーをしていたのだ。
1968年、アラン・トゥーサンがホワイトを再びスタジオ入りさせて、「Natural Soul Brother」、「One Way Love Affair」の2曲をレコーディングした。これらの楽曲は間もなくナッシュビルのシェルビー・シングルトンのSSSインターナショナル・レコードよりリリースとなった。翌年ニューヨークまたはワシントンD.C.にて、キャッシュ(Kashe)・レコードのためにもう2曲がレコーディングされているが、1969年までにホワイトは演奏活動からは引退し、デビューしたばかりだったニューオーリンズのファンク・バンド、ミーターズのツアー・マネージャーとなった。彼はこの職を約2年務めた。
1972年、ホワイトはワシントンD.C.周辺に移住し、家具の販売を行う会社の販売マネージャーとして働くようになった。しかしその後もしばしばニューオーリンズに戻り、オールディーズのショーに出演することもあった。

### 死去
彼は1996年1月5日、脳卒中に見舞われたあと、妻と7人の子供を残してメリーランド州キャピトルハイツにて死去した。享年64。

## ディスコグラフィ

### 編集盤
- 2007年 『Natural Soul Brother: The Frisco Recordings And More 1963-1968』 (Kent Soul  CDKEND 269)[17]

### シングル
- 1961年 「Give And Take」/「Somebody Please Help Me」 (Dot 45-16188)
- 1962年 「Kiss Tomorrow Goodbye」/「The Little Bitty Things」(Frisco 104)
- 1963年 「Never Tell Your Friend」/「Make Her Mine」(Frisco 106)
- 1963年 「The Twitch」/「Why Must I Be Blue」(Frisco 109)
- 1964年 「One Little Lie」/「Loan Me A Handkerchief」(Frisco 110/ABC-Paramount 45-10525)
- 1964年 「I've Surrendered」/「Hold What You Got」(ABC-Paramount 45-10569)
- 1964年 「Moonbeam」/「Love Is A Way Of Life」( ABC-Paramount 45-10589)
- 1965年 「Miss Fine Miss Fine」/「Can't Do Nothing Without You」(Frisco 110)
- 1965年 「My Living Doll」/「Note on the Table」(Frisco 114)
- 1966年 「I'm Dedicating My Life」/「Keep My Woman Home」(Atlas 1251, Atteru 2000/1, Sue WI-4031, Unity 1257)
- 1966年 「You Can Never Keep A Good Man Down」/「Kiss Tomorrow Goodbye」(Decca 32106)
- 1966年 「Cracked Up Over You」/「Taking Inventory」(Decca 32048)
- 1967年「Another One」 (未発表)
- 1968年 「Natural Soul Brother」/「One Way Love Affair」(SSS International 754)
- 1969年 「Never Like This」/「King for a Day」(Kashe 443)[13]